# John-Erik Blomqvist
John-Erik Blomqvist, folkbokförd John Eric, född 17 maj 1945 i Ljuders församling, Kronobergs län, är en svensk före detta friidrottare (stavhopp). Han tävlade för Nybro IF, Kalmar SK och Malmö AI. Han blev Stor Grabb nummer 253 i friidrott år 1969.

## Främsta meriter
Blomqvist innehade det svenska rekordet i stavhopp 1967–1968. Han vann SM 1967.

## Idrottskarriär

### Stavhopp
Den 19 september 1964 blev Blomqvist Kalmar SKs första europamästare när han tog guld i stavhopp vid junior-EM i Warzawa med resultatet 4.40 meter.
Vid SM 1967 slog Blomqvist den 12 augusti Hans Lagerqvists svenska rekord i stav från tidigare samma år genom att hoppa 5,01 i Skövde. Detta var första gången en svensk hoppade fem meter under kontrollerade förhållanden. Den 9 mars förbättrade han sitt rekord till 5,03 i Los Angeles. Han fick behålla rekordet till juni då Kjell Isaksson övertog det och behöll det (han hoppade 5,05).
Vid EM 1971 i Helsingfors kom Blomqvist sexa på 5,10 efter Kjell Isaksson och Hans Lagerqvist.

### Övrigt
Blomqvist hoppade som bäst 5,28 i stav och 15,11 i tresteg. Han deltog i 27 landskamper.